# Cua khảm san hô
Cua khảm san hô, tên khoa học Lophozozymus pictor, là một loài cua thuộc họ Xanthidae.

## Mô tả và từ nguyên
Từ “pictor” trong tiếng Latin có nghĩa là họa sĩ.
Kích thước cơ thể của loài cua này có thể đạt đến 8–10 cm (3,1–3,9 in), hơi có hình quạt và thường có màu đỏ đến cam với các đốm trắng lớn giống như khảm nổi bật. Các càng của chúng đều ngắn, có kích thước bằng nhau, có đầu màu đen. Các chân đi của loài cua này có đầu nhọn với lông. 

## Phân bố và sinh thái
L. pictor thường được tìm thấy ở Trung Quốc, Indonesia, Nhật Bản, Philippines, Singapore, Thái Lan, Việt Nam, Úc và Polynesia thuộc Pháp . (bản địa) 
Tại Philippines, loài này thường được gọi với tên địa phương là Calintugas . Chúng sống dọc theo các vùng san hô Batangas, Mindoro, Sorsogon, Negros Oriental và Samar . 

## Độc tính
L. pictor được biết đến là một trong những loài cua độc nhất thế giới. Chất độc thần kinh của nó không bị biến tính bởi nhiệt ngay cả khi nấu chín. 